# Maiak, Krîvîi Rih
Maiak (în ucraineană Маяк) este un sat în comuna Nadejdivka din raionul Krîvîi Rih, regiunea Dnipropetrovsk, Ucraina.

## Demografie
Componența lingvistică a localității Maiak
     Ucraineană (91,51%)
     Rusă (7,55%)
     Alte limbi (0,94%)
Conform recensământului din 2001, majoritatea populației localității Maiak era vorbitoare de ucraineană (91,51%), existând în minoritate și vorbitori de rusă (7,55%).